# The Queen's Gambit
The Queen's Gambit (bra: O Gambito da Rainha; prt: Gambito de Dama) é uma minissérie de drama e amadurecimento americana de 2020 baseada no romance homônimo de Walter Tevis, de 1983. A minissérie foi criada para a Netflix por Scott Frank e Allan Scott. Começando em meados da década de 1950 e prosseguindo até a década de 1960, a história segue a vida de uma órfã prodígio do xadrez em sua ascensão ao topo do mundo do xadrez enquanto lutava com problemas emocionais, problemas com drogas e dependência de álcool.
A Netflix lançou The Queen's Gambit em 23 de outubro de 2020. Depois de quatro semanas, ela se tornou a minissérie com script mais assistida da Netflix. Segundo um levantamento feito pelo JustWatch, foi a série mais assistida em 2020, ao comparar com as outras plataformas de streaming. Foi aclamado pela crítica pela atuação de Anya Taylor-Joy como Beth Harmon, bem como pelos valores de cinema e produção. Também recebeu uma resposta positiva da comunidade de xadrez e afirma-se que aumentou o interesse do público pelo jogo.
The Queen's Gambit recebeu 18 indicações no 73º Primetime Emmy Awards, incluindo Melhor Série Limitada. A série ganhou dois Prêmios Globo de Ouro: Melhor Minissérie ou Telefilme e Melhor Atriz em Minissérie ou Telefilme por Taylor-Joy. Ela também ganhou o Critics 'Choice Television Award de Melhor Atriz em Filme/Minissérie e o Screen Actors Guild Award de Melhor Atriz em Minissérie ou Telefilme.

## Visão geral
A história começa em Lexington, Kentucky, onde Beth, de nove anos, depois de perder a mãe em um acidente de carro, é levada para um orfanato onde aprende xadrez com o zelador do prédio, Sr. Shaibel. Como era comum durante a década de 1950, o orfanato distribuía pílulas tranquilizantes diárias para as meninas para "equilibrar sua disposição", o que se transformava em um vício para Beth. Ela rapidamente se torna uma forte jogadora de xadrez devido às suas habilidades de visualização, que são aprimoradas pelos tranquilizantes. Alguns anos depois, Beth é adotada por Alma Wheatley e seu marido de Lexington. Ao se ajustar à sua nova casa, Beth entra em um torneio de xadrez e vence, apesar de não ter experiência anterior em xadrez competitivo. Ela faz amizade com várias pessoas, incluindo o ex-campeão estadual de Kentucky, Harry Beltik, o campeão nacional dos Estados Unidos, Benny Watts, e o jornalista e colega jogador, D.L. Townes. À medida que Beth chega ao topo do mundo do xadrez e colhe os benefícios financeiros de seu sucesso, sua dependência de drogas e álcool piora.
O título da série refere-se a uma abertura de xadrez de mesmo nome. A história começa em meados da década de 1950 e prossegue até a década de 1960.

## Elenco

### Principal
- Anya Taylor-Joy como Elizabeth "Beth" Harmon, uma órfã que amadurece e se torna um jovem adulta competitiva movida pelo desejo de se tornar a maior jogadora de xadrez do mundo, ao mesmo tempo que mascara o crescente vício em drogas e álcool que lhe permitem funcionar.
  - Isla Johnston como Beth Harmon jovem
  - Annabeth Kelly como Beth (5 anos de idade)
- Bill Camp como Sr. Shaibel, o zelador do Lar para Meninas Methuen e um jogador de xadrez experiente que ensina Beth a jogar.
- Moses Ingram como Jolene, uma adolescente rebelde do Lar Methuen que se torna a amiga de infância mais próxima de Beth.
- Christiane Seidel como Helen Deardoff, diretora do Lar para Meninas Methuen.
- Rebecca Root como Senhorita Lonsdale, a capelã e diretora do coro em Methuen.
- Chloe Pirrie como Alice Harmon, a falecida mãe de Beth (vista apenas em flashbacks), que obteve um doutorado em matemática na Universidade Cornell antes de experimentar uma espiral descendente em sua saúde mental.
- Akemnji Ndifornyen como Sr. Fergusson, o ordenança em Methuen, que entre outras funções administra pílulas prescritas pelo estado para as meninas.
- Marielle Heller como Mrs. Alma Wheatley, que com seu marido Allston, adota Beth como uma jovem adolescente, e mais tarde, atua como gerente da carreira de xadrez de Beth. O filho biológico de Alma morreu algum tempo antes da adoção de Beth, e ela desenvolve um alcoolismo cada vez pior que começa a influenciar Beth.
- Harry Melling como Harry Beltik, um jogador campeão estadual. Beth derrota-o em seu primeiro torneio e depois torna-se amiga.
- Patrick Kennedy como Allston Wheatley, marido de Alma e pai adotivo afastado de Beth.
- Jacob Fortune-Lloyd como D.L. Townes, um colega jogador de xadrez por quem Beth desenvolve um amor não correspondido.
- Thomas Brodie-Sangster como Benny Watts, um jovem impetuoso que é o campeão de xadrez dos Estados Unidos e um dos competidores mais desafiadores de Beth, mais tarde um mentor e amigo.
- Marcin Dorociński como Vasily Borgov, o atual jogador de xadrez campeão mundial soviético-russo e o competidor mais forte de Beth.

### Recorrente
- Sergio Di Zio como pai de Beth.
- Dolores Carbonari como Margaret, colega de escola de Beth.
- Eloise Webb como Annette Packer, uma adolescente amigável que se torna a primeira adversária de Beth em um torneio.
- Matthew Dennis Lewis e Russell Dennis Lewis como Matt e Mike, irmãos gêmeos que atuam como oficiais de registro no primeiro torneio de Beth e se tornam seus amigos.
- Max Krause como Arthur Levertov, um grande mestre e amigo de Benny que auxilia Beth em seu treinamento.
- Ryan Wichert como Hilton Wexler, um forte jogador e entusiasta do xadrez, amigo de Benny.

### Convidado
- Jonjo O'Neill como Sr. Ganz, o professor do clube de xadrez do colégio local.
- Louis Ashbourne Serkis como Georgi Girev, um prodígio do xadrez soviético de 13 anos.
- Janina Elkin como esposa de Borgov, que também é sua intérprete.
- Millie Brady como Cleo, uma modelo francesa que teve um breve caso com Benny. Ela rapidamente faz amizade com Beth.
- Bruce Pandolfini como Ed Spencer, um diretor de torneio.
- John Schwab como Sr. Booth, encarregado de Beth do Departamento de Estado.
- Marcus Loges como Luchenko, um veterano ex-campeão mundial de xadrez e penúltimo adversário de Beth em Moscou.

## Episódios
| N.º na série | N.º na temp. | Título Original Título no Brasil | Dirigido por | Escrito por | Lançamento            |
| --- | ------------ | -------------------------------- | ------------ | ----------- | --------------------- |
| 1 | 1            | "Openings" "Aberturas"           | Scott Frank  | Scott Frank | 23 de outubro de 2020 |
| Elizabeth "Beth" Harmon fica órfã quando sua mãe morre em um acidente de carro. Ela é levada para um orfanato, onde as crianças recebem pílulas tranquilizantes para torná-las complacentes. Enquanto limpava apagadores no porão, Beth descobre o zelador, o Sr. Shaibel, jogando xadrez, que após repetidos pedidos relutantemente concorda em ensiná-la o jogo. Ela fica obcecada e melhora rapidamente, graças à sua inteligência espacial e aos tranquilizantes que alteram a mente, que permitem que ela se concentre e repita jogos de xadrez em sua cabeça. Beth conhece um professor do clube de xadrez de uma escola local, que a convida para jogar contra toda a equipe simultaneamente. Ela vence todos eles com facilidade, mais tarde comentando com o Sr. Shaibel sobre sua jogada rudimentar e como é revigorante vencer. Depois que o estado aprovar uma lei que proíbe dar tranquilizantes a crianças, Beth sofre abstinência. Ela é pega roubando um frasco do medicamento e desmaia devido a uma overdose após engolir vários comprimidos. |              |                                  |              |             |                       |
| 2 | 2            | "Exchanges" "O Torneio"          | Scott Frank  | Scott Frank | 23 de outubro de 2020 |
| Após sua overdose, Beth é proibida de jogar xadrez. O tempo passa e Beth é adotada ainda adolescente pelos Wheatleys. Um dia, em uma missão para a Sra. Wheatley, Beth descobre que sua mãe adotiva está tomando as mesmas pílulas tranquilizantes que lhe deram no orfanato e começa a usá-las secretamente, voltando aos seus jogos noturnos de xadrez mental. Beth então entra em seu primeiro torneio de xadrez com dinheiro emprestado do Sr. Shaibel. Enquanto ela passa por suas partidas, ela desenvolve uma paixão por um de seus oponentes posteriores, um garoto mais velho chamado Townes. Após o primeiro dia do torneio, Beth chega em casa e descobre que o Sr. Wheatley deixou a Sra. Wheatley e Beth teme que ela seja enviada de volta ao orfanato, mas a Sra. Wheatley diz que eles vão mentir para que ela possa ficar. Durante sua última partida do torneio contra Harry Beltik, jogador mais bem colocado, Beth fica nervosa e corre para o banheiro; ela toma uma pílula tranquilizante e ganha a partida com facilidade. Ao saber do prêmio em dinheiro a ser ganho em outros torneios, a Sra. Wheatley traça um plano para viajarem pelo país. |              |                                  |              |             |                       |
| 3 | 3            | "Doubled Pawns" "Peões Duplos"   | Scott Frank  | Scott Frank | 23 de outubro de 2020 |
| A Sra. Wheatley e Beth se hospedam em seu quarto de hotel em Cincinnati. Beth vence o torneio. Sua mãe pede 10% do prêmio em dinheiro como comissão de agente, mas Beth dá a ela 15%. Beth continua a faltar às aulas enquanto viaja para torneios, onde está rapidamente ganhando reconhecimento nacional por suas realizações. De volta à escola, Beth é convidada para seu primeiro evento social com o clube Apple Pi. Ela percebe que não tem nada em comum com a cultura adolescente típica e fica impressionada. Ela pega uma garrafa de álcool e foge de volta para casa. Em 1966, Beth segue para Las Vegas para o US Open, onde se reencontra com Townes, agora um jornalista que cobre o evento. Eles retornam ao seu quarto de hotel, onde Townes tira uma foto dela e eles jogam xadrez. Beth encontra Benny Watts, que aponta uma fraqueza em seu jogo contra Beltik. Beth fica surpresa e de repente perde a confiança. Ela experimenta sua primeira derrota contra Watts no dia seguinte; eles terminam o torneio empatados em primeiro lugar. |              |                                  |              |             |                       |
| 4 | 4            | "Middle Game" "Meio de Jogo"     | Scott Frank  | Scott Frank | 23 de outubro de 2020 |
| Beth tem aulas noturnas de russo em uma faculdade local. Ela vai a uma festa onde fuma maconha e perde a virgindade com um dos alunos. Deixada sozinha em seu apartamento vazio durante o fim de semana, ela se dá ao luxo de mais álcool e drogas. Depois de terminar o ensino médio, Beth viaja para um torneio internacional na Cidade do México com Alma. Alma passa a maior parte do tempo com Manuel, um amigo por correspondência de longa data, e começa uma relação sexual com ele. Beth compete com vários jogadores internacionais, incluindo o prodígio soviético Georgi Girev, de 13 anos, que ela derrotou em um jogo difícil que durou dois dias. Enquanto em um elevador lotado, as aulas de russo de Beth permitem que ela entenda uma conversa entre o campeão mundial soviético Vasily Borgov e dois associados discutindo seu estilo de jogo e possíveis pontos fracos. Borgov comenta que ela é órfã e sobrevivente como eles, notando Beth depois que terminam de falar. Manuel logo abandona Alma, dizendo que precisa fazer uma viagem de negócios para Oaxaca. No dia seguinte, Beth enfrenta Borgov e perde para ele em um jogo intenso depois que ele a surpreende com uma abertura pouco frequente. De volta ao quarto do hotel, Beth descobre que Alma morreu de suspeita de hepatite, provavelmente agravada por seu consumo excessivo de álcool. Beth consegue falar com Allston por telefone em Denver, mas, além de contar a ela onde fica o terreno da família de Alma, ele não quer saber dela. No entanto, ele concorda em deixar Beth ficar com a casa. Ela voa para casa com o caixão de Alma para organizar seu enterro, encomendando a marca registrada de Alma, Gibson, como tributo. |              |                                  |              |             |                       |
| 5 | 5            | "Fork" "Treinamento"             | Scott Frank  | Scott Frank | 23 de outubro de 2020 |
| Beth volta para casa em Kentucky e se reconecta com Harry Beltik, que está fazendo faculdade e tem sentimentos românticos por ela. Por sugestão de Beth, ele se muda para a casa de Alma para acompanhar a agora solitária Beth. Os dois passam algum tempo treinando e dormindo juntos algumas vezes até que Beltik percebe que a obsessão de Beth pelo xadrez sempre substituirá qualquer relacionamento que possam ter. As duas partes, como Beltik admitir que sua paixão pelo jogo diminuiu. Beth conhece Margaret, sua ex-atormentadora do ensino médio, na cidade; casada logo após se formar, ela agora tem uma filha bebê e está se tornando alcoólatra rapidamente. Beth viaja para o campeonato dos EUA de 1967 em Ohio, onde se reúne com Benny Watts. Na noite anterior à data marcada para o confronto final, Benny desafia Beth a várias partidas de xadrez rápido por cinco dólares cada em um café público. Um experiente traficante de xadrez de velocidade, ele a vence consistentemente e a limpa de todo o seu dinheiro. No dia seguinte, no entanto, Beth derrota Benny para se tornar a campeã dos EUA. Os dois discutem o futuro de Beth nas competições internacionais. Benny, reconhecendo que Beth precisa de um modelo e um treinador, convida Beth para treinar para o Paris Invitational com ele na cidade de Nova York. |              |                                  |              |             |                       |
| 6 | 6            | "Adjournment" "Partidas Adiadas" | Scott Frank  | Scott Frank | 23 de outubro de 2020 |
| Em sua jornada para Nova York, Beth e Benny se divertem jogando xadrez sem tabuleiro e praticando russo. Em Nova York, Benny e Beth iniciam um regime de treinamento intenso e disciplinado para prepará-la para o torneio de Paris. Ele traz dois jogadores fortes, Hilton Wexler e Arthur Levertov para ajudar, junto com uma amiga em comum, uma modelo francesa chamada Cleo, que anteriormente teve um breve caso com Benny. Beth vence Benny, Wexler e Levertov repetidamente no xadrez de velocidade, jogando os três ao mesmo tempo, e ganha muito mais do que Benny tirou dela em Ohio. Beth se liga a Cleo. Eventualmente, Beth e Benny cedem à tensão sexual entre eles e dormem juntos, mas Benny estraga o clima falando sobre estratégias de xadrez para Paris depois. Beth vai para o Paris Invitational e segue seu caminho até o jogo final com Borgov. Cleo contata Beth para dizer a ela que ela também está em Paris e para convidar Beth para um drinque. Beth está hesitante, mas acaba se juntando a Cleo no bar, resultando em uma confusão noturna. Beth dorme demais para a final e é acordada pela gerência do hotel. Ela rapidamente se lava e se veste, e desce correndo as escadas para o torneio, deixando Cleo ainda dormindo em sua cama. De ressaca e sem conseguir se concentrar, ela perde mais uma vez para Borgov. Devastada, Beth recusa a oferta de Benny de continuar a ficar com ele em Nova York para se preparar para o Moscow Invitational e, em vez disso, volta para casa em Kentucky. Allston renega seu acordo com Beth, fazendo com que ela use a maior parte de suas economias para comprar o patrimônio da casa e remodelar o interior. Sozinha, ela mergulha em uma farra de drogas e álcool de vários dias, ignorando ligações e o mundo exterior até que culmina com seu desmaio e batendo a cabeça em uma mesa. Uma Beth de ressaca viaja para o Campeonato Estadual de Kentucky, onde Beltik a confronta e diz que ela precisa de tratamento para seu alcoolismo. Beth, com raiva, diz a ele para deixá-la sozinha e sai correndo. No dia seguinte, ela fica chocada ao encontrar sua velha amiga Jolene em sua porta. |              |                                  |              |             |                       |
| 7 | 7            | "End Game" "Fim de Jogo"         | Scott Frank  | Scott Frank | 23 de outubro de 2020 |
| Jolene informa a Beth que o Sr. Shaibel morreu. Elas viajam para assistir ao funeral, visitando o trailer em que Beth e sua mãe moravam e o orfanato, no qual Beth se recusa a entrar. Após o funeral, Beth revisita o orfanato e chora quando encontra recortes de jornal na parede do porão do Sr. Shaibel revelando que ele seguiu sua carreira até sua morte, bem como uma fotografia dos dois juntos durante seu tempo no orfanato. Beth desiste de seu financiamento para viajar para Moscou da Cruzada Cristã depois que ela se recusa a endossar publicamente suas crenças cristãs conservadoras e anticomunistas. Benny fica furioso quando ela liga pedindo ajuda para encontrar um novo financiamento, recusando-se a ajudá-la. Jolene se oferece para emprestar o dinheiro a ela, e Beth pode viajar a Moscou para jogar no Moscow Invitational, acompanhada por Booth, um chefe do Departamento de Estado que lhe dá instruções estritas para não confraternizar com os soviéticos. Uma Beth sóbria começa o convite vencendo rapidamente seus primeiros oponentes, ganhando a adoração do público soviético e pedidos de autógrafos toda vez que ela sai do local de jogo. Ela derrota vários adversários difíceis, incluindo o ex-Campeão do Mundo, Luchenko, que diz que ela é a maior enxadrista que ele já viu. Enquanto em Moscou, ela se lembra dos eventos que levaram ao acidente fatal de sua mãe, revelando que sua mãe deliberadamente colidiu com o caminhão na New Circle Road. Na noite anterior ao seu último jogo contra Borgov, ela finalmente resolve jogar sóbria, esvaziando seu estoque de pílulas tranquilizantes. Na final, Beth joga o Gambito da Rainha para abrir, mas Borgov pede um adiamento, o que é permitido após quarenta jogadas. Naquela noite, Beth se reconecta com Townes, que está cobrindo o torneio para o Lexington Herald-Leader. Os dois compensam a partida abrupta de Beth em Las Vegas. No dia seguinte, Beth recebe um telefonema de Benny, que reuniu Harry, Matt, Mike, Wexler e Levertov para analisar a posição adiada de seu jogo com Borgov. Beth expressa gratidão e faz anotações detalhadas de sua análise. Quando o jogo recomeça naquela noite, Beth venceu Borgov depois de recusar uma oferta de empate e “Liza” é saudada como uma heróina pelos locais ouvindo fora do local. No caminho para o aeroporto, Booth diz a ela que o presidente quer recebê-la na Casa Branca para uma oportunidade de foto. Beth sai do carro e se dirige a um parque em Moscou, onde homens idosos locais jogam xadrez. Eles a reconhecem e a cumprimentam calorosamente, convidando-a para jogar. |              |                                  |              |             |                       |

## Produção

### Desenvolvimento
Em 19 de março de 2019, a Netflix deu à produção um pedido de série que consistia em seis episódios. A série será dirigida por Scott Frank, que também escreveu com Allan Scott. Os dois também são produtores executivos ao lado de William Horberg. Scott estava envolvido nas tentativas de colocar o livro na tela desde 1992, quando comprou os direitos do roteiro da viúva de Walter Tevis.
A série foi lançada em 23 de outubro de 2020, com sete episódios em vez da ordem original de seis episódios.

### Roteiro
O ex-Campeão Mundial de Xadrez, Garry Kasparov, e o treinador de xadrez, Bruce Pandolfini, atuaram como consultores. Pandolfini havia consultado Tevis antes da publicação do livro cerca de 38 anos antes, chegando ao título "The Queen's Gambit".
Pandolfini, junto com os consultores, John Paul Atkinson e Iepe Rubingh, planejou várias centenas de posições de xadrez para serem usadas em várias situações nas cenas. Kasparov desenvolveu momentos críticos na história, como quando um jogo real de 1998 entre os grandes mestres Arshak Petrosian e Vladimir Akopian foi aprimorado para mostrar a habilidade de Beth, ou um jogo de 1993 entre Vasyl Ivanchuk e Patrick Wolff tornou-se o protótipo do jogo decisivo no último episódio.

### Seleção de elenco
Junto com o anúncio da série, foi anunciado que Anya Taylor-Joy seria a protagonista. Em janeiro de 2020, foi anunciado que Moses Ingram havia se juntado ao elenco da série. Após o anúncio da data de estreia da minissérie, foi anunciado que Bill Camp, Thomas Brodie-Sangster, Harry Melling e Marielle Heller haviam sido escalados para os papéis principais. Como a maior parte das filmagens foram realizadas em Berlim, os papéis menores foram preenchidos principalmente por atores britânicos e alemães.

### Produção dedesigne filmagens

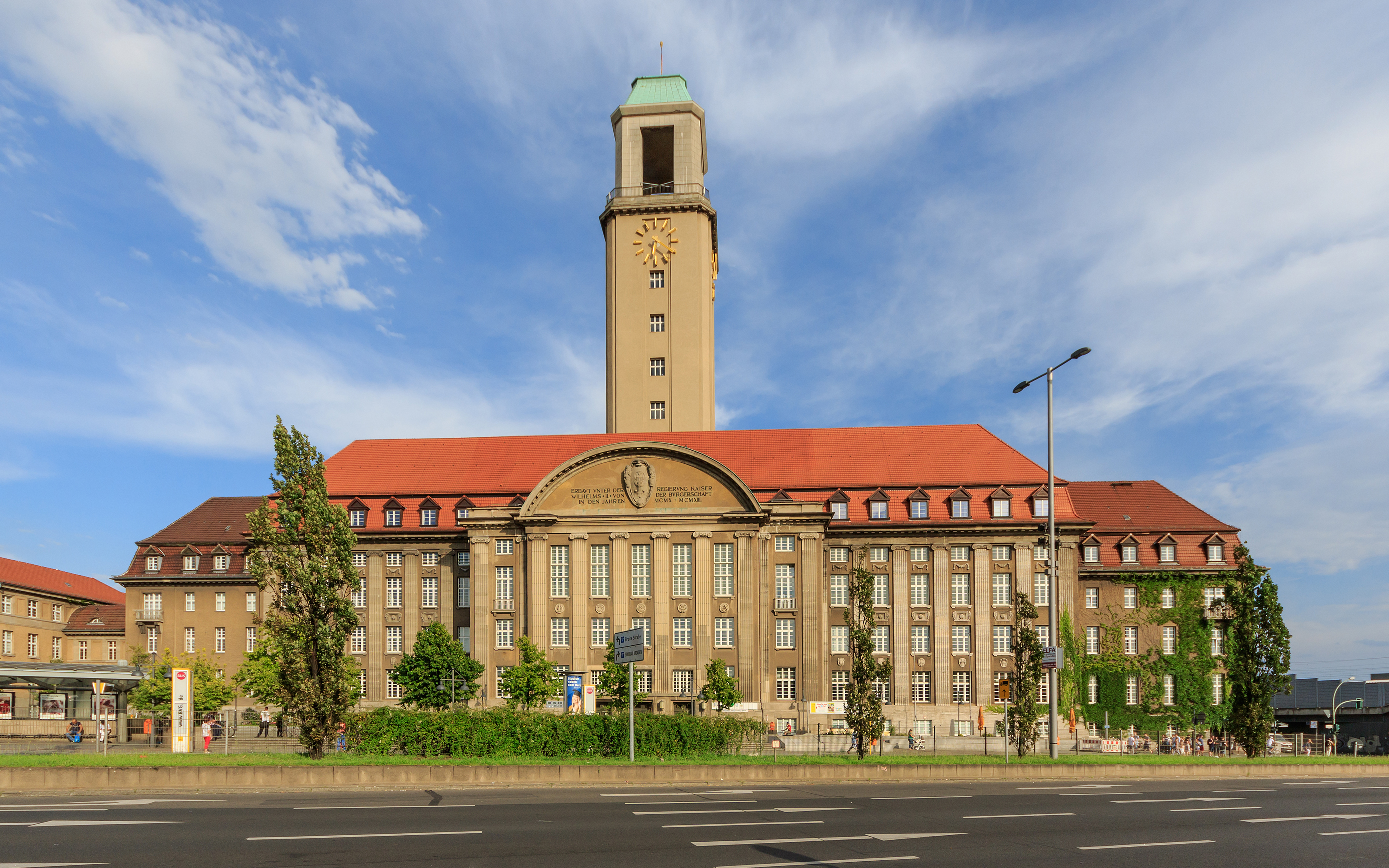
O interior do Spandau Rathaus substituiu um hotel em Cincinnati, Ohio

O desenhista de produção, Uli Hanisch, desenvolveu os conjuntos da série para evocar a estética dos anos 1950 e 1960. Grande parte da série foi filmada em Berlim porque os interiores encontrados lá poderiam representar um grande número de localizações da série, incluindo Las Vegas, Cincinnati, Cidade do México, Moscou e Paris.

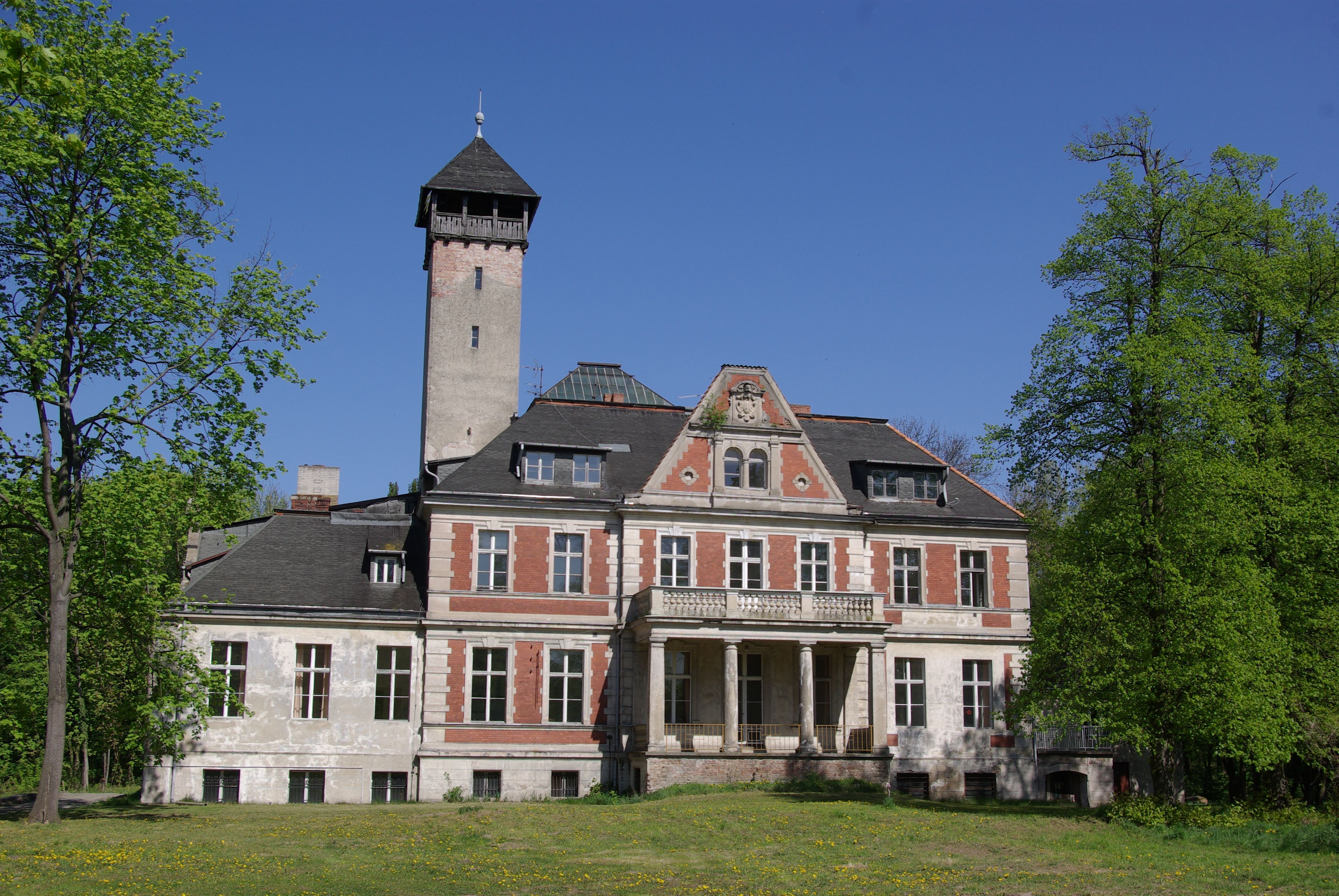
O exterior do Schloss Schulzendorf em Berlim foi usado para o orfanato

Os locais usados dentro e perto de Berlim incluem o Kino International (para um restaurante, na verdade o Panorama Bar), o Zoológico de Berlim, a loja Humana, o Schloss Schulzendorf (para o orfanato Methuen Home), o Rathaus Spandau (para o saguão de um hotel), o Palais am Messe-Funkturm (para o Hotel Mariposa em Las Vegas), a Universidade Protestante de Ciências Aplicadas em Zehlendorf (para o local dos jogos do campeonato dos EUA), Haus Cumberland, o Museu Bode (para cenas que acontecem em Paris), Karl-Marx-Allee (exterior de um hotel que se diz estar em Moscou); a cena final de Beth caminhando em Moscou foi filmada na Praça Rosengarten, também no Karl-Marx-Allee. O Baerensaal (também conhecido como salão Bear) foi usado para cenas ambientadas no Torneio de Moscou. O Friedrichstadt-Palast representou o Aztec Palace Hotel. O exterior da Henry Clay High School em Lexington foi realmente filmado no Max Taut Schule.
Algumas cenas foram filmadas no Canadá; as filmagens principais começaram em agosto de 2019 em Cambridge, Ontário. Por exemplo, a casa da família Harmon é uma casa em Brant Road, na cidade. Outras casas onde algumas filmagens foram feitas estão na Salisbury Ave. em Cambridge e na Blenheim Road; o último é uma mansão construída no século XIX. O exterior do St. Andrew's College, em Aurora (Ontário), foi usado para as instalações do campeonato de Ohio, mas o interior era, na verdade, uma instalação de Berlim. O exterior da fictícia loja Ben Snyder Department em Kentucky foi filmado na loja de departamentos Winners (Front Street e Berczy Park) em Toronto, Ontário, a ponte rural é a Meadowvale Road Bridge em Toronto e a Fairfield High School na série é na verdade a Western Technical-Commercial School, em Toronto. A farmácia fictícia de Bradley era na verdade um cenário ao ar livre construído nas ruas Walnut e King em Hamilton, Ontário.

### Música
A partitura musical foi composta por Carlos Rafael Rivera. Frank inicialmente queria que a trilha fosse baseada apenas no piano, mas no final decidiu com Rivera por uma trilha orquestral completa para mais "profundidade instrumental e cor". Rivera achou a pontuação para o xadrez uma tarefa desafiadora, tendo sido avisado por Frank que "a música faria muito do trabalho pesado". Ele decidiu refletir o crescimento de Beth – tanto como pessoa, quanto como jogadora de xadrez – adicionando mais e mais instrumentação ao longo do tempo.

## Recepção

### Audiência
Em 28 de outubro de 2020, a série se tornou a série mais assistida do dia na Netflix. Em 23 de novembro de 2020, foi anunciado que a série havia sido assistida por 62 milhões de lares desde seu lançamento (de acordo com a forma como a própria Netflix informa a audiência), tornando-se "a maior série limitada/minissérie com script da Netflix até hoje." Sobre isso, Scott Frank afirmou "Estou encantado e atordoado com a resposta", enquanto vários meios de comunicação caracterizaram como um "sucesso improvável". A série liderou os rankings de streaming da Nielsen Ratings nos EUA nas semanas de 26 de outubro a 1º de novembro, de 2 a 8 de novembro e de 9 a 15 de novembro de 2020, tornando-se a primeira série a fazê-lo por três semanas consecutivas.
The Queen's Gambit finalmente ficou em terceiro lugar no ranking anual de Reelgood de programas da Netflix durante 2020, com Cocomelon assumindo o primeiro lugar.

### Recepção da crítica

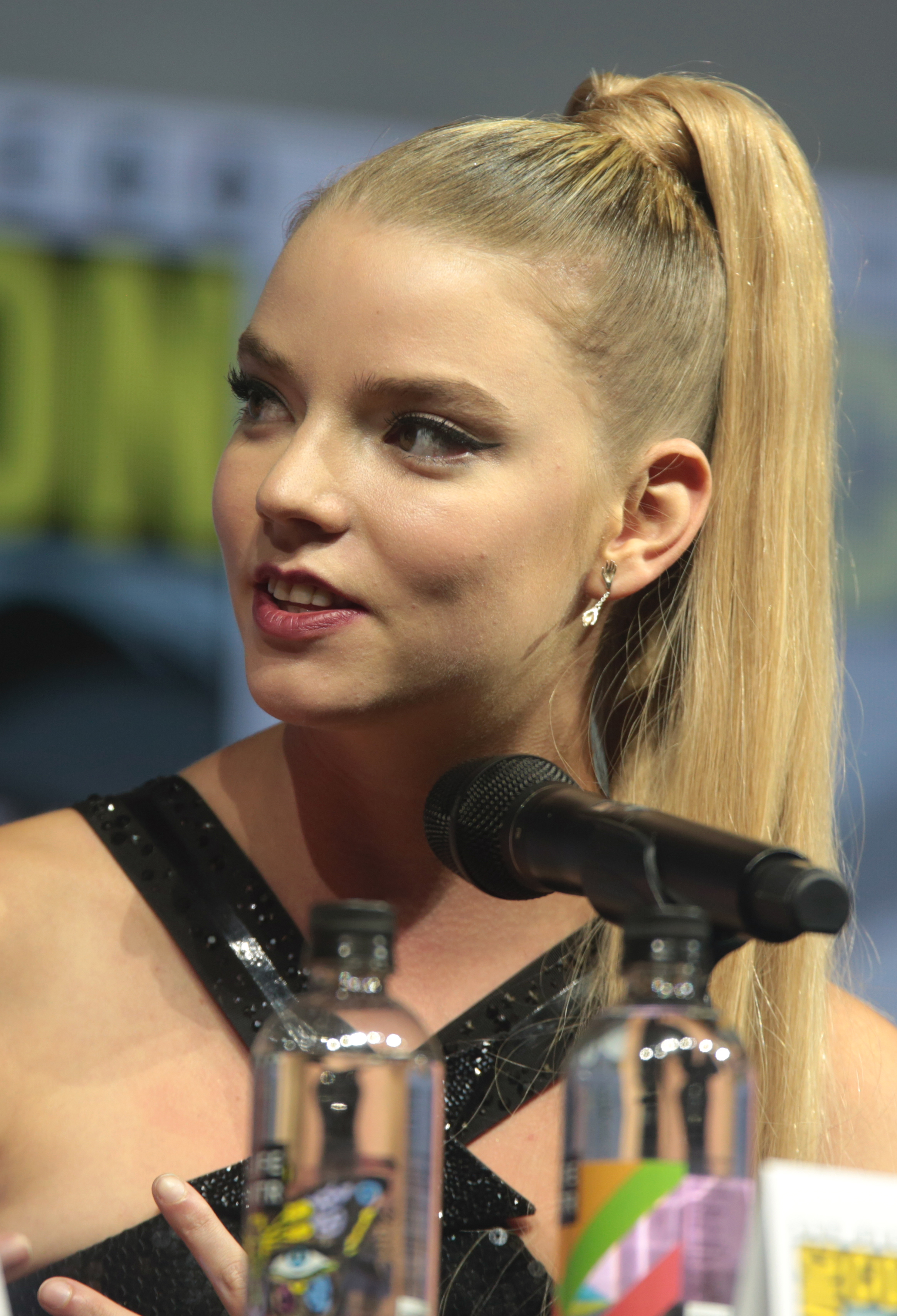
A atuação de Anya Taylor-Joy como Beth Harmon recebeu ampla aclamação da crítica e lhe valeu uma indicação para o Primetime Emmy Award de Melhor Atriz Principal em Série Limitada ou Filme.

Para a minissérie, o agregador de resenhas Rotten Tomatoes coletou 76 resenhas críticas e identificou 99% delas como positivas, com uma classificação média de 8.06/10. O Metacritic atribuiu à série uma pontuação média ponderada de 79 em 100 com base nas avaliações de 28 críticos, indicando "avaliações positivas".
Em uma coluna onde ela argumenta "Tantas vidas seriam diferentes se tivéssemos The Queen's Gambit a 50 anos atrás", a crítica cultural, Mary McNamara, disse: "Eu amei tanto The Queen's Gambit que assisti o episódio final três vezes." Darren Franich da Entertainment Weekly deu à série um B e descreveu a atriz principal, "Taylor-Joy se destaca nos momentos de silêncio, suas pálpebras se estreitando enquanto dizima um oponente, seu corpo inteiro fisicalizando um desespero raivoso quando o jogo se vira contra ela." Caroline Framke da Variety escreveu "The Queen's Gambit consegue personalizar o jogo e seus jogadores graças a uma narrativa inteligente e, em Anya Taylor-Joy, uma atriz principal tão magnética que quando ela olha para as lentes da câmera, seu brilho duro ameaça cortá-lo." Resenhando para a Rolling Stone, Alan Sepinwall deu 3 de 5 estrelas e disse: "Um projeto esteticamente bonito com várias performances excelentes, tudo a serviço de uma história que começa a parecer acolchoada por muito tempo antes do fim chegar."
Os críticos também discutiam frequentemente o tema proeminente da série, o abuso de substâncias. Phoebe Wong observa que "Curiosamente, ao contrário de outras obras que estudam os aspectos autodestrutivos da obsessão perfeccionista, as questões de saúde mental e abuso de substâncias vão além do protagonista para outros personagens" em sua crítica para o The Tufts Daily. Seu resumo diz "Impressionante por si só, The Queen's Gambit adota uma nova perspectiva, investigando as interseções do xadrez com o abuso de substâncias e a discriminação de gênero". Matt Miller da Esquire declarou "O resultado é uma descrição bastante assustadora do estresse do xadrez competitivo na década de 1960." Quando solicitada a comentar sobre este aspecto do show, Nona Gaprindashvili - a primeira grande mestre de xadrez do mundo - declarou "Você tem que ser psicológicamente e fisicamente forte, e ter um impulso para a excelência." Por outro lado, Lilly Dancyger, da Harper's Bazaar, considerou a "deturpação" do abuso de drogas para "quase arruinar a série" para ela, explicando que a "autoilusão de vício" não deve ser apresentado como um fato.
Monica Hesse, do The Washington Post, considera a minissérie "história revisionista", mas também "um futuro maravilhoso", pois o "caminho organizado para o sucesso" da heroína é "ininterrupto pelo sexismo" e tem homens "revigorantes" procurando pela personagem feminina principal, observando que a série "não tem mulheres em perigo, e nenhum homem esquisito". Carina Chocano, da The New York Times Magazine, também acredita que o programa sempre frustra as expectativas do público: o zelador não a molesta, seu pai adotivo a deixa em paz e sua mãe adotiva Alma não a segura, uma partida Chocano atribui qualidade semelhante à "fantasia" de The Queen's Gambit. Respondendo a essas críticas, Fred Mazelis do World Socialist Web Site escreveu que "as alegações de que a série é apreciada porque é fantasia, são falsas, para dizer o mínimo. A série tocou uma corda precisamente porque não é visto como ficção utópica." Bethonie Butler, também do The Washington Post, enquanto elogiava a série em geral, criticou a caracterização de Jolene, a única grande personagem negra da série, dizendo: "(sua) história de fundo e desenvolvimento da personagem são tão limitados que ela parece existir apenas para facilitar a vida de Beth".
Muitos aspectos dos valores de produção da série foram elogiados e discutidos, incluindo suas escolhas de localização, design de interiores e guarda-roupa.

### Recepção na comunidade do xadrez
A série recebeu elogios da comunidade do xadrez por sua representação do jogo e dos jogadores. Em uma entrevista à Vanity Fair, a Grã-mestre Jennifer Shahade, disse que a série "acertou em cheio na precisão do xadrez". Em um artigo sobre a minissérie no The Time, o campeão de xadrez britânico, David Howell, sentiu que as cenas de xadrez foram "bem coreografadas e realistas", enquanto a campeã feminina de xadrez britânica Jovanka Houska disse: "Acho que é uma série de TV fantástica... transmite a emoção do xadrez muito bem." O ex-campeão mundial de xadrez, Magnus Carlsen, deu 5 de 6 estrelas.
Várias jogadoras de xadrez, incluindo Houska, a Britânica Feminina Campeã de Xadrez Sarah Longson, a Mestre Internacional Dorsa Derakhshani e a sueca Grande Mestre Pia Cramling sugeriram que o legado do programa pode muito bem ser um aumento no interesse de jovens jogadoras.
No episódio final, é mencionado que a primeira Grande Mestre Nona Gaprindashvili nunca jogou com jogadores do sexo masculino, o que é um erro fatal. Em uma entrevista à BBC, Gaprindashvili admitiu que esse erro é "uma vergonha, é claro".

### Interesse no xadrez
Em novembro de 2020, o The Washington Post relatou que durante a pandemia de COVID-19 já havia aumentado o interesse do público pelo xadrez, mas a popularidade de The Queen's Gambit o fez explodir. De acordo com o The Guardian, o grande mestre Maurice Ashley foi inundado por mensagens de pessoas - principalmente mulheres - entusiasmadas com a série: "o frenesi em torno disso é uma loucura". As vendas de jogos de xadrez aumentaram várias centenas a mais de mil por cento devido à série. A Chess.com relata vários milhões de novos usuários desde o lançamento da série.

## Adaptações
No início de 2021, devido ao sucesso da série, os direitos teatrais do romance de Tevis foram adquiridos com o intuito de produzir um musical.

## Legado
Junto com The Crown, trajes de The Queen's Gambit foram exibidos pelo Museu do Brooklyn como parte de sua exposição virtual "The Queen and the Crown".

Em janeiro de 2021, o programa norte-americano de comédia noturna, The Late Show with Stephen Colbert, exibiu um trailer de paródia de The Queen's Gambit sobre uma jogadora de Cubo de Rubik, intitulado Turn The Left Bottom Middle Sideways Toward The Front-Facing Part (Vire a Parte Inferior Esquerda do Meio Para o Lado em Direção à Parte Frontal, em tradução livre).